# Protolira valvatoides
Protolira valvatoides Warén & Bouchet, 1993 é uma espécie de pequenos gastrópodes marinhos pertencente à família Turbinidae, que atinge um comprimento máximo da concha de 3,5 mm, comum nos fundos marinhos da Dorsal Média do Atlântico.